# 미카와치역
미카와치역(일본어: 三河内駅)은 일본 나가사키현 사세보시에 위치한 규슈 여객철도 사세보 선의 철도역이다. 상대식 승강장 2면 2선의 구조를 갖춘 지상역이다.

## 타는 곳
| 역사 측 | ■ 사세보 선 | (하행) | 하이키 · 사세보 방면        |
| 국도 측 | ■ 사세보 선 | (상행) | 아리타 · 고호쿠 · 도스 방면 |

## 이용 현황
| 승차 인원 추이 | 승차 인원 추이 |
| 연도           | 1일 평균       |
| -------------- | -------------- |
| 2000           | 100            |
| 2001           | 86             |
| 2002           | 79             |
| 2003           | 66             |
| 2004           | 62             |
| 2005           | 62             |
| 2006           | 64             |
| 2007           |                |
| 2008           |                |
| 2009           |                |
| 2010           | 52             |

## 역 주변
- 국도 제35호선
- 미카와치 병원
- 사세보 시청 미카와치 지소
- 사세보 물산 미카와치 진흥센터

## 인접 역
| 큐슈여객철도 사세보 선 | 큐슈여객철도 사세보 선 | 큐슈여객철도 사세보 선 |
| ---------------------- | ---------------------- | ---------------------- |
| 아리타 고호쿠 방면     | ■ 사세보 선            | 하이키 사세보 방면     |